# Sigmund Adam von Traun
Sigmund Adam von Traun (* 24. Jänner 1573 in Maissau; † 2. Februar 1638; begraben in der Minoritenkirche in Wien) war ein österreichischer Adeliger, Obersthofmeister und Hofkammerpräsident, Landmarschall und General-Landoberster in Österreich unter der Enns.

## Leben
Sigmund Adam war ein Sohn des Johann Bernhard von Traun von der Maissauer Linie aus dessen Ehe mit Maria Freiin von Auersperg.
Er stand anfangs bei Erzherzog Matthias in Hofdiensten (als Mundschenk), wurde 1623 niederösterreichischer Landschaftsverordneter und dann Kaiser Ferdinands II. Kämmerer, geheimer Rat, Obersthofmeister und Hofkammerpräsident.
Später wurde er Landmarschall und General-Landoberster in Österreich unter der Enns und starb in letzterer Würde im Alter von 65 Jahren.
Um 1630 musste Sigmund Adam Herrschaft und Schloss Traun an Werner t‘Serklaes von Tilly, den Neffen des Feldherrn Johann T’Serclaes von Tilly, verkaufen. 1635 erwarb er dafür von Franz Christoph Graf Khevenhüller das Schloss Bockfließ.

## Familie
Sigmund Adam heiratete in Linz am 20. Februar 1594 Eva von Polheim. Das Paar hatte dreizehn Kinder, sechs Söhne und sieben Töchter:
- Johann Christoph (1598–1654) ⚭ 1629 Ursula Freiin von Greiffenberg
- Ernst (1608–1668) ⚭ Katharina Ursula Freiin von Webern († 1667)
- Hans Otto Ehrenreich (1610–1659), ⚭ I. in Nürnberg 1638 Freiin Regina Christina von Zinzendorf und Pottendorf (1611–1652); ⚭ II. in Wien 1656 Freiin Maria von Zinzendorf und Pottendorf († 1680). Durch seinen Sohn Otto Ehrenreich wurde der Stamm fortgepflanzt.
- Maximiliane (1613–1679) ⚭ 1652 Otto Heinrich Freiherr von Zinzendorff (1605–1655)
- Justine (1615–1688) ⚭ I. Sigmund Freiherrn von Schönkirchen, ⚭ II. Johann Reichard von Polheim
- drei Söhne starben in jungen Jahren, die Töchter blieben unverheiratet.